# Aeroporto Internacional de Zhengzhou Xinzheng
O Aeroporto Internacional de Zhengzhou Xinzheng é o principal aeroporto de Zhengzhou, Província de Henan, República Popular da China.
O Aeroporto de  Xinzheng está localizado 37 km a sudoeste de Zhengzhou. Foi inaugurado em 28 de agosto de 1997, sendo o 21º aeroporto internacional do país. Foi construído para substituir o Aeroporto de Dongjiao, que fica próximo ao centro de Zhengzhou.
Há voos domésticos e regionais do aeroporto para a maioria das cidades da China, voos internacionais de carga para o Oriente Médio e para o Norte da África (incluindo MK Airlines, Etihad Airways e DAS Air Cargo), além de voos charter para a Tailândia durante a alta-temporada.

## Linhas Aéreas e Destinos
| Companhias              | Destinos |  |
| ----------------------- | --- |  |
| Air China               | Beijing-Capital, Chengdu, Chongqing, Hohhot |  |
| Air Macau               | Macau |  |
| China Eastern Airlines  | Kunming, Nanjing, Shanghai-Hongqiao, Shanghai-Pudong, Shenyang |  |
| China Southern Airlines | Bangkok-Suvarnabhumi, Beijing-Capital, Changchun, Changsha, Chengdu, Chongqing, Dalian, Guangzhou, Guiyang, Haikou, Hangzhou, Hong Kong, Kunming, Nanjing, Qingdao, Sanya, Shanghai-Hongqiao, Shanghai-Pudong Shenyang, Shenzhen, Taipei-Taoyuan, Ürümqi, Xiamen |  |
| Hainan Airlines         | Changsha, Chongqing, Guangzhou, Hangzhou, Lanzhou, Nanjing, Ningbo, Sanya, Shenzhen, Taiyuan, Tianjin, Ürümqi, Wenzhou, Wuhan, Yinchuan |  |
| Hong Kong Airlines      | Hong Kong |  |
| Korean Air              | Seoul-Incheon |  |
| Mandarin Airlines       | Taipei-Taoyuan |  |
| Shanghai Airlines       | Shanghai-Hongqiao |  |
| Shenzhen Airlines       | Chongqing, Dalian, Guangzhou, Guiyang, Hangzhou, Nanning, Shenzhen, Shenyang, Taipei-Taoyuan, Ürümqi |  |
| Spring Airlines         | Shanghai-Hongqiao |  |
| Xiamen Airlines         | Fuzhou, Hangzhou, Lanzhou, Xiamen |  |